# Marco Aurelio Carballo
Marco Aurelio Carballo López (Tapachula, Chiapas; 20 de septiembre de 1942 - Ciudad de México; 1 de agosto de 2015) fue un escritor y periodista mexicano.

## Biografía
Recibió el Premio Nacional de Periodismo en 1997, en la categoría Entrevista. Asimismo, el Premio Nacional de Periodismo "José Pagés Llergo" 1998, en el género Crónica. Se desempeñó como jefe de información de la revista Época y del diario unomásuno. Colaboró en los semanarios Siempre! y Punto y Aparte, este de Xalapa; en las revistas mensuales El Búho y Gente Sur, y en los diarios La Prensa, de la Ciudad de México; Diario del Sur, de su ciudad natal, y de El Heraldo de Chiapas, de Tuxtla Gutiérrez, así como de la revista electrónica Este Sur.
Su libro más reciente fue Morir de periodismo, bajo el sello Axial-Tinta Nueva, en el que relata, desde su óptica personal, la génesis del periódico unomásuno.
Publicó una decena de libros, entre cuentos, crónica novelada, una autobiografía mínima y su primera novela: Polvos ardientes de la Segunda Calle. En 1994 se le otorgó el Premio Chiapas de Literatura Rosario Castellanos, además del II Premio Nacional de Novela “Luis Arturo Ramos”. Publicó los libros Crónica de novela (7Cambio, 1992), Mujeriego (Planeta, 1996), Vida real del artista inútil (Colibrí, 1999), Muñequita de barrio (Fondo de Cultura Económica, 1999), Diario de un amor intenso (Nueva Imagen, 2000) y Últimas noticias (2010).

### Fallecimiento
Falleció el 1 de agosto de 2015, después de una larga lucha contra el cáncer.